# Folk turco
Folk Turco (em Turco, Türk Halk Müziği) combina distintos valores culturais de todas as civilizações que moraram na Anatólia e nos territórios antigos na Europa e Ásia. É uma estrutura única que incluí diferenças regionais sobre um todo.

## Músicos
- Ali Ekber Cicek
- Ali Fuat Aydın
- Ali Özütemiz
- Arif Sağ
- Baba Zula
- Bedia Akartürk
- Belkis Akkale
- Brenna MacCrimmon
- Edip Akbayram
- Engin Nurşani
- Cem Duruöz
- Cengiz Özkan
- Edip Akbayram
- Efkan Şeşen
- Emre Saltık
- Erdal Erzincan
- Erkan Oğur
- Erol Parlak
- Feyzullah Çınar
- Gülay
- Gülcan Kaya
- Hacı Taşan
- Hale Gür
- Hasret Gültekin
- Hüseyin Turan
- Hüseyin Yaltırık
- İhsan Öztürk
- İsmail Özden
- İzzet Altınmeşe
- Kubilay Dökmetaş
- Lalezar Ensemble
- Mazlum Çimen
- Mehmet Erenler
- Mehmet Özbek
- Melda Duygulu
- Meryem Şenocak
- Muharrem Temiz
- Musa Eroğlu
- Mustafa Özarslan
- Muzaffer Sarısözen
- Neşet Ertaş
- Orhan Hakalmaz
- Pınar Sağ
- Sabahat Akkiraz
- Selda Bağcan
- Sevcan Orhan
- Sümer Ezgü
- Udi Hrant
- Zeynep Başkan